# Football australien dans le monde
Le football australien, familièrement appelé "footy", se pratique sur l'ensemble de la planète mais n'a pas à sa tête de fédération internationale comme c'est le cas dans d'autres sports. Cette discipline est souvent à l'état embryonnaire dans de nombreux pays, où il n'existe pas encore de championnat national. En Autriche ou en Belgique, par exemple, un seul club en activité.
Une compétition, l'International Cup, réunit les meilleures formations mondiales à Melbourne tous les trois ans.

## Amériques
| Pays       | Fédération nationale | Équipe nationale                             | Championnat national | Coupe nationale |
| Canada     | Fédération           | Équipe du Canada de football australien      | Championnat          | pas de coupe    |
| États-Unis | Fédération           | Équipe des États-Unis de football australien | Championnat          | Coupe nationale |

## Afrique
| Pays           | Fédération nationale | Équipe nationale                               | Championnat national | Coupe nationale |
| Afrique du Sud | Fédération           | Équipe d'Afrique du Sud de football australien | Championnat          | Coupe           |

## Asie
| Pays           | Fédération nationale | Équipe nationale                                | Championnat national | Coupe nationale |
| Chine          | Fédération           | Équipe de Chine de football australien          | Championnat          | Coupe           |
| Inde           | Fédération           | Équipe d'Inde de football australien            | Championnat          | Coupe           |
| Indonésie      | Fédération           | Équipe d'Indonésie de football australien       | pas de championnat   | pas de coupe    |
| Japon          | Fédération           | Équipe du Japon de football australien          | Championnat          | Coupe           |
| Timor oriental | Fédération           | Équipe du Timor oriental de football australien | pas de championnat   | pas de coupe    |
| Viêt Nam       | Fédération           | Équipe du Viêt Nam de football australien       | pas de championnat   | pas de coupe    |

## Europe
| Pays               | Fédération nationale | Équipe nationale                                    | Championnat national | Coupe nationale |
| Allemagne          | Fédération           | Équipe d'Allemagne de football australien           | Championnat          | Coupe           |
| Autriche           | pas de fédération    | Équipe d'Autriche de football australien            | pas de championnat   | pas de coupe    |
| Belgique           | pas de fédération    | Équipe de Belgique de football australien           | pas de championnat   | pas de coupe    |
| Croatie            | Fédération           | Équipe de Croatie de football australien            | Championnat          | pas de coupe    |
| Écosse             | Fédération           | Équipe d'Écosse de football australien              | Championnat          | Coupe           |
| Espagne            | Fédération           | Équipe d'Espagne de football australien             | Championnat          | Coupe           |
| Danemark           | Fédération           | Équipe du Danemark de football australien           | Championnat          | Coupe           |
| Finlande           | Fédération           | Équipe de Finlande de football australien           | Championnat          | pas de coupe    |
| France             | Fédération           | Équipe de France de football australien             | Championnat          | coupe           |
| Irlande            | Fédération           | Équipe d'Irlande de football australien             | Championnat          | Coupe           |
| Italie             | Fédération           | Équipe d'Italie de football australien              | Championnat          | Coupe           |
| Pays-Bas           | Fédération           | Équipe des Pays-Bas de football australien          | Championnat          | pas de coupe    |
| Pays de Galles     | Fédération           | Équipe du Pays de Galles de football australien     | Championnat          | pas de coupe    |
| Pologne            | Fédération           | Équipe de Pologne de football australien            | Championnat          | pas de coupe    |
| République tchèque | Fédération           | Équipe de République tchèque de football australien | Championnat          | pas de coupe    |
| Royaume-Uni        | Fédération           | Équipe de Grande-Bretagne de football australien    | Championnat          | Coupe           |
| Suède              | Fédération           | Équipe de Suède de football australien              | Championnat          | Coupe           |
| Suisse             | Fédération           | Équipe de Suisse de football australien             | Championnat          | pas de coupe    |

## Océanie
| Pays                      | Fédération nationale       | Équipe nationale                    | Championnat national | Coupe nationale |
| Australie                 | Fédération                 | Équipe d'Australie                  | Championnat          | Coupe           |
| Fidji                     | Fédération                 | Équipe des Fidji                    | Championnat          | Coupe           |
| Îles Salomon              | Fédération                 | Équipe des Îles Salomon             | Championnat          | Coupe           |
| Nauru                     | Fédération (footy à Nauru) | Équipe de Nauru                     | Championnat          | pas de coupe    |
| Nouvelle-Zélande          | Fédération                 | Équipe de Nouvelle-Zélande          | Championnat          | Coupe           |
| Papouasie-Nouvelle-Guinée | Fédération                 | Équipe de Papouasie-Nouvelle-Guinée | Championnat          | Coupe           |
| Samoa                     | Fédération                 | Équipe des Samoa                    | Championnat          | Coupe           |
| Tonga                     | Fédération                 | Équipe de Tonga                     | Championnat          | Coupe           |